# Ansonia thinthinae
Ansonia thinthinae es una especie de anfibio anuro de la familia Bufonidae.

## Distribución geográfica
Esta especie es endémica de la región Tanintharyi de Birmania. Se encuentra en las montañas de Bilauktaung.

## Descripción
Los machos miden de 22 a 29 mm y las hembras miden hasta 31 mm.

## Etimología
Esta especie lleva el nombre en honor de la Sra. Daw Thin Thin.

## Publicación original
- Wilkinson, Sellas & Vindum, 2012: A new species of Ansonia (Anura: Bufonidae) from northern Tanintharyi Division, Myanmar. Zootaxa, n.º 3163, p. 54-58.[4]